# Ordine della Grande stella di Jugoslavia
L'Ordine della grande stella di Jugoslavia fu un ordine cavalleresco della Repubblica Socialista Federale di Jugoslavia.

## Storia
L'Ordine venne fondato da Josip Broz Tito il 1º febbraio 1954 per commemorare quanti, in Jugoslavia, si fossero distinti a favore dello stato e per premiare i migliori compagni della nazione. L'Ordine, essendo il più alto a livello statale, poteva essere concesso anche ai capi di Stato stranieri in segno di amicizia.

## Insegne
La medaglia dell'Ordine era composta di un medaglione oro con un cerchio decorato all'interno del quale si trovava un fondo smaltato di blu con disegnate in bianco delle bandiere sotto le quali si trovava una stella rossa sormontata da una fiamma (simbolo della Repubblica Socialista di Jugoslavia).
La stella riprendeva i medesimi motivi della medaglia ma era inserita su una forma a stella con brillanti.
Il nastro era viola.

## Gradi
L'Ordine constava dei seguenti gradi:
- Cavaliere di gran stella
- Cavaliere di stella con fascia
- Cavaliere con stella d'oro
- Cavaliere con stella a collare

## Insigniti notabili
- Josip Broz Tito
- Hailé Selassié
- German Titov
- Leonid Il'ič Brežnev
- Elisabetta II d'Inghilterra
- Filippo, duca di Edimburgo
- Harald V di Norvegia
- Margherita II di Danimarca
- Mohammad Reza Pahlavi
- Farah Pahlavi
- Norodom Sihanouk
- Birendra del Nepal
- Aishwarya Rajya Lakshmi Devi
- Muʿammar Gheddafi